# Longshanlu (socken i Kina, lat 37,20, long 122,05)
Longshanlu (kinesiska: 龙山路街道, 龙山路) är en socken i Kina. Den ligger i provinsen Shandong, i den östra delen av landet, omkring 450 kilometer öster om provinshuvudstaden Jinan.
Genomsnittlig årsnederbörd är 717 millimeter. Den regnigaste månaden är juli, med i genomsnitt 210 mm nederbörd, och den torraste är januari, med 14 mm nederbörd.